# Pakhavaj

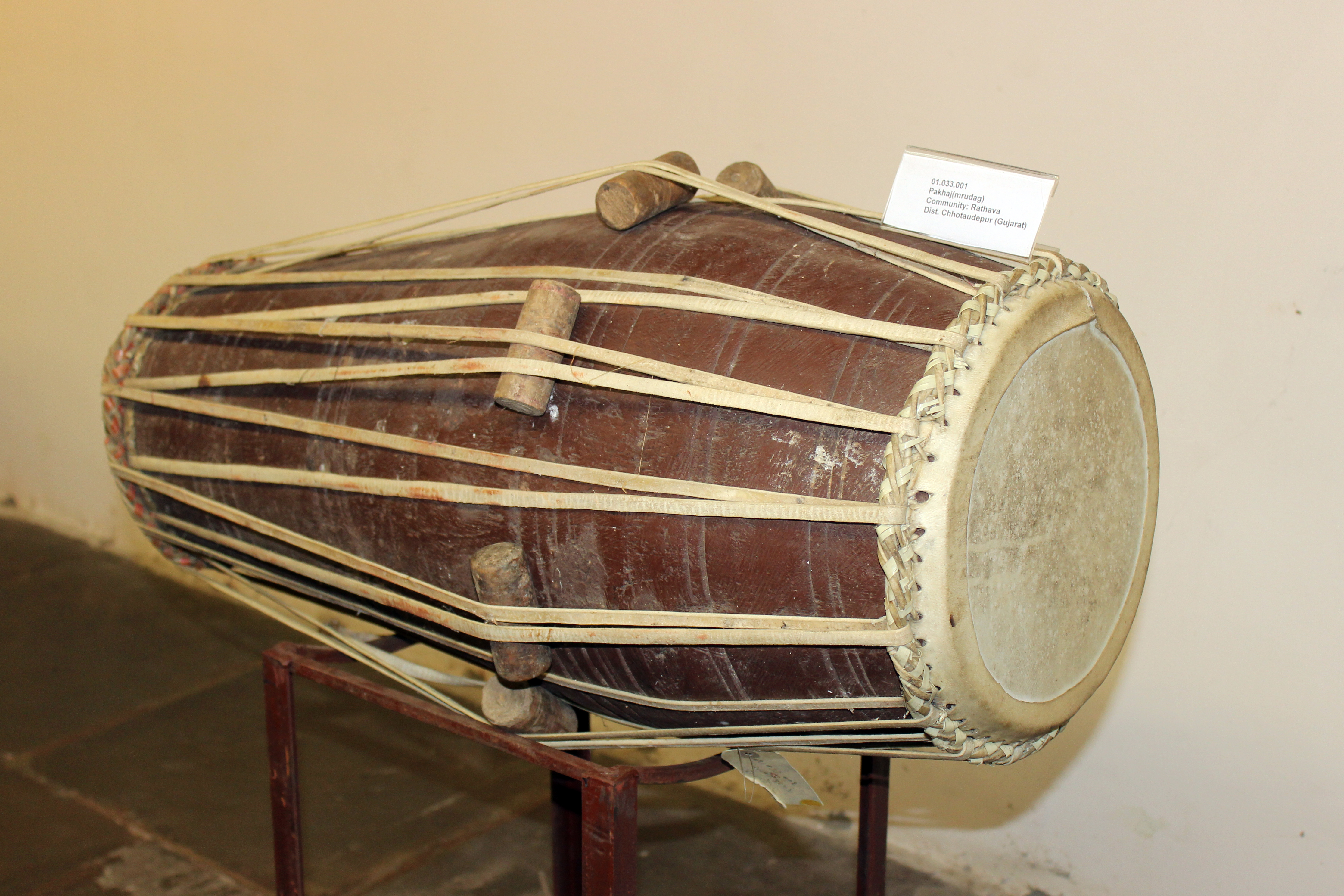

Een pakhavaj is een Indiaas slaginstrument. Het instrument heeft aan beide zijden een slagvlak en is verwant aan de mridangam.